# Робер дьо Куртене
Робер I Куртене  (фр. Robert de Courtenay; 1201 — 1228) е император на Латинската Империя от 1219 до 1228. Син на император Пиер II дьо Куртене и императрица Йоланда Фландърска.

## Живот
След като най-възрастният син на императрица Йоланда Фландърска, Филип, отказва да заеме трона, правото се пада на Робер. Той е коронясан за император през 1221г. 
Латинската империя е застрашена. От север цар Иван Асен II се съюзява с епирския деспот и солунски император Теодор Комнин, които искат да унищожат държавата. Затова през 1228 Робер I започва дипломатическа игра. Предлага трона на Иван Асен, което го скарва с деспота. След това Теодор Комнин напада България, но в битката при Клокотница претърпява поражение. Това „скарва“ България и Епирското деспотство и спасява империята.
Робер умира през 1228 година и трона е наследен от брат му Балдуин II.